# 이용길
이용길(李鏞吉, 1954년 4월 19일 ~)은 전(前) 노동당 대표이다. 충청북도 진천군 출생으로 전 민주노동당 중앙위원이자 민주노동당 창당 발기인이었다. 2009년, 진보신당 연대회의의 용산 전당대회에서 부대표로 선출되었다. 2010년 지방선거에는 충청남도지사 후보로 출마했지만, 심상정 경기도지사 후보가 국민참여당 유시민후보를 지지하고 사퇴하고 당 지도부가 이를 승인하자 "당에 선거 원칙이 없다"면서 반발하였다. 이후 항의의 표시로 후보와 부대표직을 사퇴하였다.
진보신당 대표 홍세화가 2012 대선을 책임지고 지도부와 사임하고서 진보신당의 제5기 지도부 당대표로 선출되었고 진보신당의 재창당을 추진, 노동당으로 재창당을 주도하였다. 
2017년 11월 10일 노동당을 탈당했다.

## 주요 경력
- 1975년 흥사단 대학생아카데미 경인지역연합 회장
- 1981년 흥사단 태극소비자협동조합 이사
- 1996년 현대자동차노동조합 대전충남지부장
- 1996년 전국민주노동조합총연맹 (약칭 민주노총) 대전충남지역본부 의장
- 1997년 천안아산환경운동연합 공동의장
- 1997년 국민승리21 대전충남본부장
- 1998년 민주노총 대전충남지역본부 지도위원
- 1998년 민주노총 회계감사
- 1998년 천안민주단체협의회 의장
- 1998년 충남고용실업대책본부 공동대표
- 1999년 민주노동당 창당 발기인
- 2000년 민주노동당 중앙위원
- 2000년 민주노동당 충남지부 지부장
- 2000년 민주노동당 천안시을지구당 위원장
- 2000년, 2004년 민주노동당 천안을 국회의원 후보
- 2000년 장애인 권익주간 '한사랑 한마당' 추진위원장
- 2001년 민주노동당 전국집행위원
- 2001년 봉서산살리기 시민대책위 공동대표
- 2002년 아동복지법인 '미래를 여는 아이들' 이사
- 2002년 대선 민주노동당 선거대책위원회 조직위원장
- 2002년 대선 민주노동당 선거대책본부 대외협력1위원장
- 2002년 대선 범진보진영 충남 공동선거대책본부 공동본부장
- 2002년 대선 민주노동당 충남지부선거대책본부 본부장
- 2003년 8.15 민족대회 남측대표
- 2003년 이라크파병반대 충남도민행동 공동대표
- 2003년 학교급식조례제정 충남운동본부 상임대표
- 2003년 학교급식조례제정 천안운동본부 공동대표
- 2006년 지방선거 충남도지사 후보
- 2007년 대선 민주노동당 중앙선거대책본부 공동선대본부장
- 2008년 진보신당(준) 조직위원장
- 2009년 진보신당 부대표
- 2012년 ~ 2015년 노동당 대표
- 2017년 노동당 탈당

## 역대 선거 결과
|  | 11.30% |

|  | 8.56% |

|  | 6.4% |

|  | 0% |

## 같이 보기
- 홍세화